# Громика Василь Михайлович
Громика Василь Михайлович (*? — 1706) — український державний діяч часів Гетьманщини.

## Життєпис
Походив з білоцерківської гілки шляхетського білоруського роду Громик (Громек) гербу Абданк. З часом Громики увійшли до козацької старшини. Син Михайла Громики, білоцерківського полковника. Дата і точне місце народження Василя Громики невідоме. У 1651 році гине його батько. На той час він мав декілька років з народження. Тривалий час мешкав на білоцерківщині.
Близько 1674 року перебирається на Лівобережну Україну - до міста Сміле Лубенського полку. В подальшому набув майно в с.Томашівка. Між 1674 та 1676 роками стає військовим товаришем. На цій посаді перебував до 1687 року.
З обранням гетьманом Івана Мазепи (1687) пішла вгору кар'єра Василя Громики, що був одружений на Марії - пасербиці Мазепи від першої дружини Ганни. Того ж року обирається смілянським сотником. У 1688 році стає значним військовим товаришем Лубенського полку. В тому ж році викупив у Григорія Гамалії ліс біля Сміле. Невдовзі купив ліс у Олексія Желебенка.
У 1695 році знову обирається смілянським сотником. Але вже 1696 року обійняв посаду значного військового товариша Лубенського полку, на якій перебував до 1704 року. Помер у 1706 році.

## Родина
- Кирило Громика (д/н — після 1750) — смілянський сотник; значковий товариш.
- Іван Громика (д/н — після 1741) — смілянський городовий отаман.
- Анастасія (д/н — 1732), дружина генерального осавула Григорія Герцика
- Євфимія (? - 1700), дружина Лукʼяна Леонтійовича Свічки.[1]